# 主菜
メインディッシュ、または主菜（英語: main course）は、コース料理において、もっとも特徴的、あるいはもっとも重要な料理のことである。メインディッシュは普通はアントレの後に供される。なお、アメリカやカナダの一部においては、メインディッシュ（メインコース）のことをアントレ entrée と呼ぶ例も見られ、日本でもその影響は見られる。

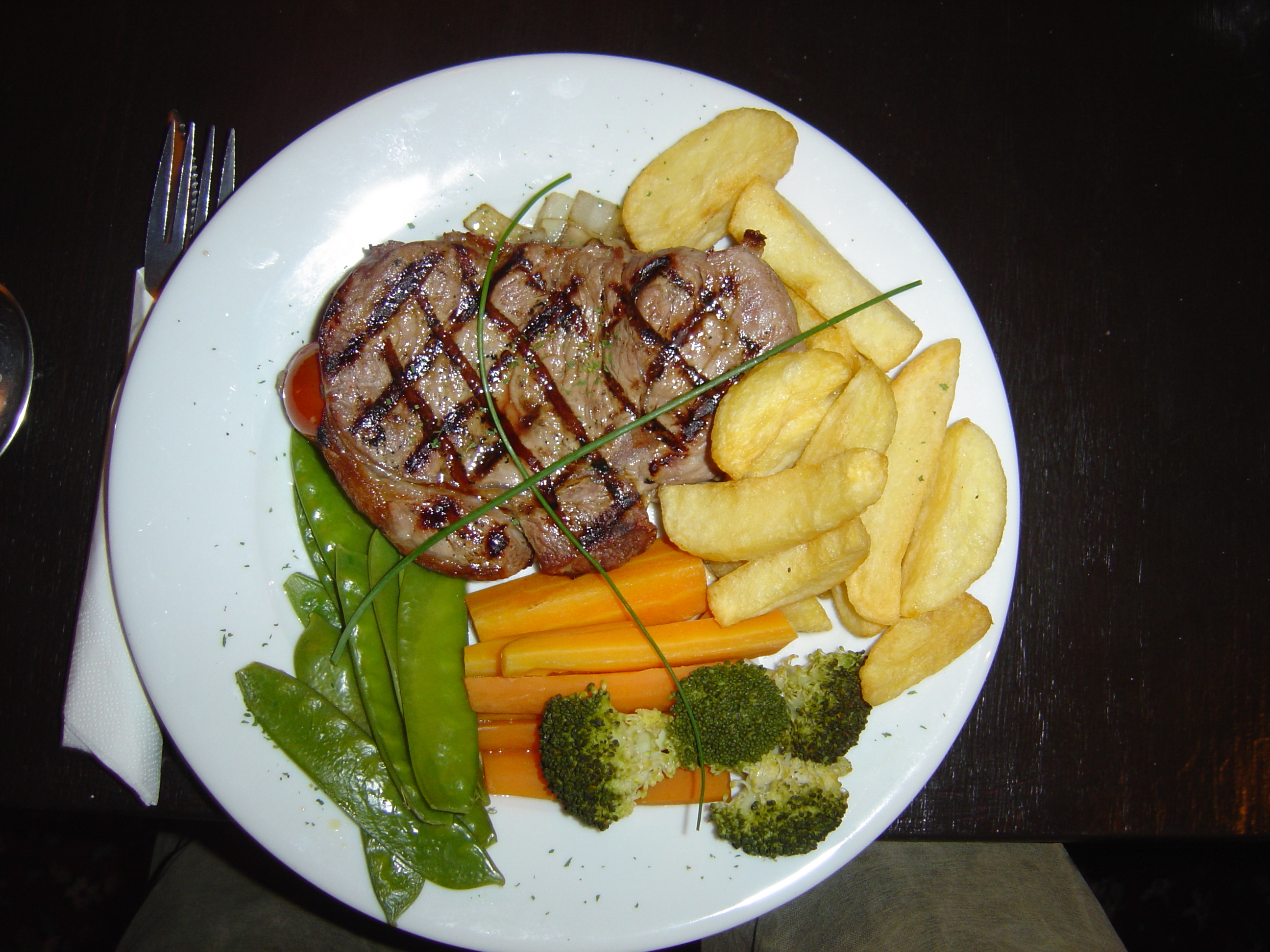
サーロインステーキ。

メインディッシュは、通常、メニューの中で、最もボリュームがあり、最も手がかけられ、最も変化に富み、最も満足感を与える品である。普通は肉や魚といったタンパク質を主とする食材を調理した物である 。供される順番としては、通常は、前菜、サラダ、スープの後で、デザートの前である。このため、「meat course」、日本語では「メインの肉料理」などとも呼ばれる。
正式なディナーの場合、客を食事でもてなす中核として、入念に準備されたメインディッシュが供される。コース料理全体の構成は、メインディッシュの準備を、客の味覚と期待感の両方で進めるために組み立てられている。また、メインディッシュの後で供される料理は、メインディッシュで受けた刺激を緩和して軟着陸させる、減速作用のようなものをもたらす事を意図している。